# Stefan Wasilew
Stefan Wasilew (bułg. Стефан Василев, ur. 8 września 1968 w Bjałej) – bułgarski bobsleista. Uczestnik Zimowych Igrzysk Olimpijskich w Salt Lake City, gdzie wraz z Mirosławem Danowem zajął 32. miejsce na 37 załóg, które dotarły do mety. Zawodnik klubu Wasilew Bob Club w Ruse.